# Татаринська-Скубова Марія
Марі́я Тата́ринська-Скубо́ва (1880, Іванівка Скалатського повіту Королівства Галичини та Володимирії — 1952, Нью-Йорк) — українська громадська діячка в Галичині і США.

## Життєпис
Народилася в с. Іванівка Скалатського повіту (нині Тернопільського району) на Тернопільщині. В 1907 році виїхала до США. 1909 року була ініціаторкою створення в Нью-Йорку «Української бесіди», при якій діяла бібліотека і театральний гурток. Вступила у члени американської організації «Лейдіс енд сосаєті» і за її посередництвом допомогла врятувати численних українських дівчат, що потрапили в руки нечесних агентів.
У 1914 році відвідала Галичину як делегатка американських українців на здвиг товариств «Сокіл» і «Січ» у Львові 27-28 червня. Від початку Першої світової війни була медсестрою в австрійській армії. 20 листопада 1914 року потрапила в російський полон. Працювала у військових шпиталях Києва (1916), Львова і Тернополя (1918—1920).
Після повернення до США (1921) — організаторка віч на підтримку національної боротьби галичан. Активістка «Жіночої громади», яка займалася збором фондів на допомогу інвалідам, «Лізі українських жінок» у Львові та «Українському жіночому комітетові для помочі раненим жовнірам» у Відні.
1930 року вдруге приїхала до Галичини. Працювала в «Народній лічниці» у Львові. Зібрала багато матеріалів про пацифікацію в Галичині і опублікувала їх у пресі після повернення до США. В 1945 році була ініціаторкою посилок для українців, інтернованих у таборах для переміщених осіб. Допомагала українським переселенцям облаштовуватись у еміграції.
Померла 1952 року в Нью-Йорку.